# Marquesado de Mirallo
El marquesado de Mirallo es un título nobiliario español, de Castilla. Fue concedido por el rey Felipe IV el 14 de julio de 1625 en favor de Francisco de Valdés y Cardona, señor del coto de Mirallo en el concejo de Tineo y de la casa y torre de los Valdés en la villa de Salas, todo en Asturias, caballero de la Orden de Santiago, menino de la reina Margarita de Austria.

## Lista de señores y marqueses de Mirallo
|                                  | Titular                                                  | Periodo            |
| Señores de Mirallo               | Señores de Mirallo                                       | Señores de Mirallo |
| -------------------------------- | -------------------------------------------------------- | ------------------ |
| I                                | Juan de Llano                                            |                    |
| II                               | Mencía de Llano y Valdés                                 |                    |
| III                              | Juan de Llano Valdés de Salas                            |                    |
| IV                               | Fernando de Valdés Llano y Salas                         |                    |
| V                                | Fernando Osorio de Valdés                                |                    |
| VI                               | Francisco Galcerán de Valdés y Cardona                   |                    |
| Creación por Felipe IV           |                                                          |                    |
| I                                | Francisco Galcerán de Valdés y Cardona                   | 1625-¿?            |
| II                               | Francisca Osorio de Valdés y Acevedo]]                   | ¿?-¿?              |
| III                              | Fernando de Guzmán Osorio y Valdés                       | ¿?-¿?              |
| IV                               | Ana Enríquez de Acevedo Valdés y Osorio                  | ¿?-¿?              |
| V                                | Diego de Zúñiga Avellaneda y Bazán                       | ¿?-1666            |
| VI                               | Fernando de Zúñiga Avellaneda y Bazán                    | 1666-1681          |
| VII                              | Isidro de Zúñiga Avellaneda y Bazán                      | 1681-1691          |
| VIII                             | Ana María de Zúñiga y Enríquez de Acevedo                | 1691-1700          |
| IX                               | Joaquín José de Chaves y Zúñiga                          | 1700-1725          |
| X                                | Antonio de Zúñiga y Chaves                               | 1725-1765          |
| XI                               | Pedro de Alcántara López de Zúñiga y Chaves              | 1765-1790          |
| XII                              | María del Carmen Josefa López de Zúñiga Chaves y Velasco | 1790-1829          |
| XIII                             | Eugenio Portocarrero y Palafox                           | 1829-1834          |
| XIV                              | Cipriano Portocarrero y Palafox                          | 1834-1839          |
| XV                               | María Francisca Portocarrero y Kirkpatrick               | 1839-1860          |
| XVI                              | María Luisa Eugenia Fitz-James Stuart y Portocarrero     | 1860-1876          |
| Rehabilitación por Juan Carlos I |                                                          |                    |
| XVII                             | Cayetana Fitz-James Stuart y Silva                       | 1986-2014          |
| XVIII                            | Carlos Fitz-James Stuart y Martínez de Irujo             | 2015-hoy           |

## Historia de los marqueses de Mirallo
- Francisco Galcerán de Valdés y Cardona, VI señor y I marqués de Mirallo,[2] señor de Salas y Valdés y caballero de la Orden de Santiago. Era hijo de Fernando Osorio de Valdés (n. 1562), señor de Salas, V señor de Mirallo y caballero de Santiago, y de su segunda esposa, Violante de Cardona.[2]

Sin descendencia, sucedió su media hermana, hija del primer matrimonio de su padre con Catalina Osorio de Acevedo, V señora de Valdunquillo.
- Francisca Osorio de Valdés y Acevedo, II marquesa de Mirallo y VI señora y I marquesa de Valdunquillo.[2]

Casó en primeras nupcias con Pedro de Guzmán y Ribera Niño y en segundas con Rodrigo de Enríquez de Cabrera, —hijo de Luis Enríquez de Cabrera, III duque de Medina de Rioseco, y de su esposa, Ana de Mendoza. Sucedió su hijo del primer matrimonio mientras que su hija, del segundo matrimonio, sucedió posteriormente a su medio hermano:
- Fernando de Guzmán Osorio y Valdés, III marqués de Mirallo,[2] II marqués de Valdunquillo y señor de Salas y Valdés.[2]

Sin descendencia, sucedió su media hermana, hija del segundo matrimonio de su madre:
- Ana Enríquez de Acevedo Valdés y Osorio (1617-13 de marzo de 1683[3]), IV marquesa de Mirallo y III marquesa de Valdunquillo.[4]

Casó el 6 de marzo de 1631, con Francisco de Zúñiga y Avellaneda (1611-13 de enero de 1662), VII Condado de Miranda del Castañar, VII vizconde de los Palacios de Valduerna, V marqués de La Bañeza, III duque de Peñaranda de Duero, caballero de la Orden de Santiago y gentilhombre de cámara del rey. Sucedió su hijo:
- Diego de Zúñiga Avellaneda y Bazán (m. 1 de julio de 1666), V marqués de Mirallo,[5] VIII conde de Miranda del Castañar,[3] IV duque de Peñaranda de Duero, VI marqués de La Bañeza, VIII vizconde de los Palacios de Valduerna y IV marqués de Valdunquillo.

Sin descendencia, sucedió su hermano:
- Fernando de Zúñiga Avellaneda y Bazán (Madrid, 19 de octubre de 1647-18 de julio de 1681), VI marqués de Mirallo,[5] IX conde de Miranda del Castañar,[3] V duque de Peñaranda de Duero, VII marqués de La Bañeza, V marqués de Valdunquillo y IX vizconde de los Palacios de Valduerna.[5]

Casó en primeras nupcias, el 8 de septiembre de 1666, con Estefanía Pignatelli de Aragón (m. 1667). Contrajo un segundo matrimonio alrededor de 1670 con Ana Ventura de Zúñiga y Dávila. Sucedió su hermano:
- Isidro de Zúñiga Avellaneda y Bazán (1652-9 de mayo de 1691), VII marqués de Mirallo,[5] X conde de Miranda del Castañar,[3] VI duque de Peñaranda de Duero, IX marqués de La Bañeza, X vizconde de los Palacios de la Valduerna y VI marqués de Valdunquillo.[5]

Casó en primeras nupcias con Ana de Zúñiga y Guzmán y, en segundas nupcias, el 29 de septiembre de 1685, con Catalina Colón de Portugal(m. 1700). Sin descendencia, sucedió su hermana:
- Ana María de Zúñiga Avellaneda y Bazán (m. 6 de octubre de 1700), VIII marquesa de Mirallo,[5] XI condesa de Miranda del Castañar,[3] VII duquesa de Peñaranda de Duero, X marquesa de La Bañeza, XI vizcondesa de los Palacios de la Valduerna y VII marquesa de Valdunquillo.[5]

Casó, el 10 de octubre de 1669, en el Palacio Real de Madrid, con Juan de Chaves Chacón, V conde de Casarrubios del Monte, II conde de Santa Cruz de la Sierra, y II vizconde de la Calzada. Sucedió su hijo:
- Joaquín López de Zúñiga y Chaves (Madrid, 20 de julio de 1670-28 de diciembre de 1725), IX marqués de Mirallo,[6] XII conde de Miranda del Castañar,[3] VIII duque de Peñaranda de Duero, XI marqués de La Bañeza, XII vizconde de los Palacios de la Valduerna, VIII marqués de Valdunquillo, VI conde de Casarrubios del Monte, III conde de Santa Cruz de la Sierra y III vizconde de la Calzada.[6]

Casó en primeras nupcias, el 27 de enero de 1695, con Isabel Rosa de Ayala Zúñiga y Fonseca (m. 1717) y en segundas nupcias, alrededor de 1720, con Manuela Cardeña Aguilera. Sucedió su hijo del primer matrimonio:
- Antonio de Zúñiga y Chaves (Madrid, 20 de junio de 1698-Madrid, 28 de agosto de 1765), X marqués de Mirallo,[6] XIII conde de Miranda del Castañar,[3] IX duque de Peñaranda de Duero, IX marqués de Valdunquillo, VII conde de Casarrubios del Monte, IV conde de Santa Cruz de la Sierra, XIII vizconde de los Palacios de Valduerna, XIII marqués de La Bañeza y V vizconde de la Calzada.[6]

Casó, el 10 de noviembre de 1726, con María Teresa Pacheco Téllez-Girón y Toledo (m. 1755). Sucedió su hijo:

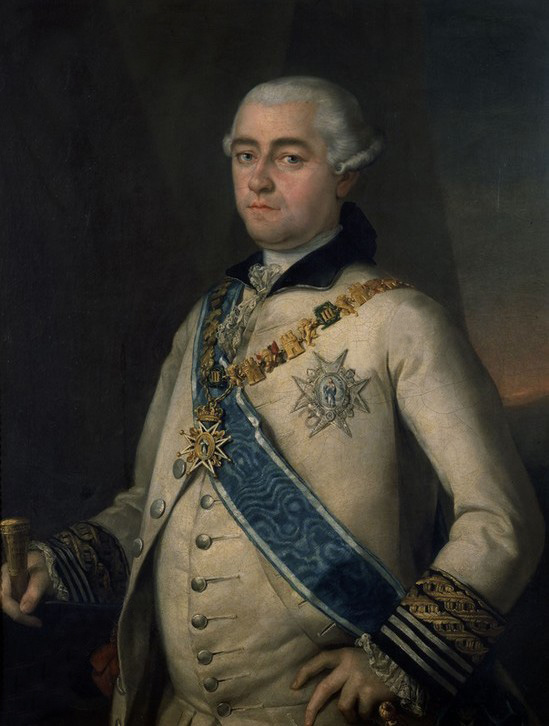
Retrato de Pedro de Alcántara López de Zúñiga, conde de Miranda del Castañar, por Goya, 1774

- Pedro de Alcántara López de Zúñiga y Chaves (m. 27 de marzo de 1790), XI marqués de Mirallo,[8] XIV conde de Miranda del Castañar,[9] X duque de Peñaranda de Duero, XIV marqués de La Bañeza, XIV vizconde de los Palacios de la Valduerna, X marqués de Valdunquillo, VIII conde de Casarrubios del Monte y V conde de Santa Cruz de la Sierra.[8]

Casó el 10 de marzo de 1763, con Ana Fernández de Velasco y Pacheco (m. 1788). Sucedió su hija:
- María del Carmen Josefa López de Zúñiga Chaves y Velasco (4 de noviembre de 1829), XII marquesa de Mirallo,[8] XV condesa de Miranda del Castañar,[9] XI duquesa de Peñaranda de Duero, XVI marquesa de La Bañeza, XV vizcondesa de los Palacios de la Valduerna, XI marquesa de Valdunquillo, IX condesa de Casarrubios del Monte, VI condesa de Santa Cruz de la Sierra, XV marquesa de Moya y I condesa de San Esteban de Gormaz.[8]

Caso en primeras nupcias con Pedro de Alcántara Álvarez de Toledo y Gonzaga y en segundas nupcias con José Martínez Yanguas. Sucedió su sobrino, nieto del XIII conde de Miranda del Castañar, hijo de María Francisca de Guzmán y Portocarrero —hija de María Josefa Chaves-Chacón y Pacheco, y de su esposo Cristóbal Pedro Portocarrero y Guzmán, VI marqués de Valderrábano—,y de su esposo, Felipe Antonio José de Palafox Centurión Croy D'Havre.
- Eugenio Portocarrero y Palafox (12 de febrero de 1773-18 de julio de 1834), XIII marqués de Mirallo,[10] XVI conde de Miranda del Castañar,[9] VII conde de Montijo,[11] XII duque de Peñaranda de Duero, XVII marqués de La Bañeza, XVI vizconde de los Palacios de la Valduerna, XII marqués de Valdunquillo, X conde de Casarrubios del Monte, VII conde de Santa Cruz de la Sierra, XVI marqués de Moya, XXX conde de San Esteban de Gormaz, VIII marqués de Valderrábano, VI conde de Fuentidueña, XII marqués de la Algaba, VII marqués de Osera, VI marqués de Castañeda, X conde de Baños, XVII conde de Teba, XVI marqués de Ardales, VII conde de Ablitas y VIII vizconde de la Calzada.[10]

Casó en 1792 con María Ignacia Idiáquez y Carvajal. Sin descendencia, sucedió su hermano:

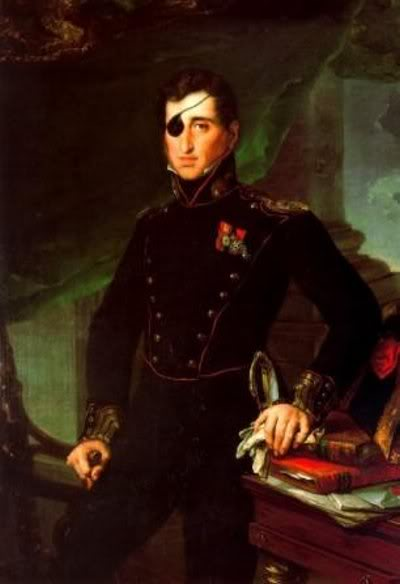
Cipriano Palafox y Portocarrero

- Cipriano Portocarrero y Palafox (m. 15 de marzo de 1839), XIV marqués de Mirallo,[12] XVII conde de Miranda del Castañar, VIII conde de Montijo,[11] XIII duque de Peñaranda de Duero, XVIII marqués de La Bañeza, XVII vizconde de los Palacios de la Valduerna, XIII marqués de Valdunquillo, XI conde de Casarrubios del Monte, VIII conde de Santa Cruz de la Sierra, IX vizconde de la Calzada, XVII marqués de Moya, XXI conde de San Esteban de Gormaz, IX marqués de Valderrábano, VII conde de Fuentidueña, XII marqués de la Algaba, VIII marqués de Osera, VII marqués de Castañeda, XI conde de Baños, VIII conde de Ablitas, X marqués de Fuente el Sol XVIII conde de Teba, XVII marqués de Ardales, X conde de Mora, prócer del reino y senador por Badajoz.[12]

Contrajo matrimonio el 15 de diciembre de 1817 con María Manuela Kirkpatrick y Grevignée (m. 1879). Sucedió su hija:

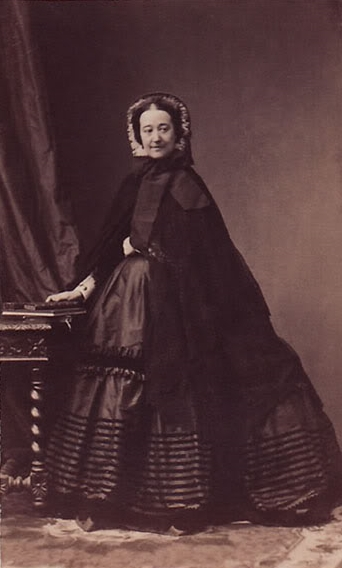
María Francisca Portocarrero y Kirkpatrick

- María Francisca Portocarrero y Kirkpatrick (m. 16 de septiembre de 1860), XV marquesa de Mirallo,[12] XVIII condesa de Miranda del Castañar,[9] IX condesa de Montijo,[11] XIV duquesa de Peñaranda de Duero, XI condesa de Mora, XIX marquesa de La Bañeza, XIV marquesa de Valdunquillo, X marquesa de Valderrábano, XIII marquesa de la Algaba, VIII marquesa de Castañeda, XIII condesa de Casarrubio del Monte, XXII condesa de San Esteban de Gormaz, VIII condesa de Fuentidueña, XVIII vizcondesa de los Palacios de la Valduerna, X vizcondesa de la Calzada, XVI marquesa de Villanueva del Fresno y XVI marquesa de Barcarrota.[12]

Casó el 14 de febrero de 1844 con Jacobo Fitz-James Stuart y Ventimiglia, XV duque de Alba. Sucedió su hija en 1868:
- María Luisa Eugenia Fitz-James Stuart y Portocarrero (m. 9 de febrero de 1876[13]), XVI marquesa de Mirallo, XV marquesa de Valdunquillo[14] y IX duquesa de Montoro,[13] grande de España.[15]

Casó, siendo la primera esposa, el 2 de octubre de 1875, con Luis María de Constantinopla Fernández de Córdoba-Figueroa y Pérez de Barradas, XVI duque de Medinaceli.  Sucedió su sobrina nieta, quien rehabilitó el título en 1986:
Rehabilitación en 1986
- Cayetana Fitz-James Stuart (Madrid, 28 de marzo de 1926-Sevilla, 20 de noviembre de 2014), XVII marquesa de Mirallo,[16][15] XXI condesa de Miranda del Castañar,[9] XVIII duquesa de Alba, etc.

Casada en primeras nupcias con Luis Martínez de Irujo y Artázcoz (1919-1972). En segundas nupcias se casó con Jesús Aguirre y Ortiz de Zárate (1934-2001). Contrajo un tercer matrimonio con Alfonso Díez Carabantes (n. 1950). Le sucedió su hijo del primer matrimonio:
- Carlos Fitz-James Stuart y Martínez de Irujo (n. Madrid, 2 de octubre de 1948), XVIII marqués de Mirallo,[17] XXII conde de Miranda del Castañar, XIX duque de Alba, etc.[17]

Casó el 18 de junio de 1988 con Matilde de Solís-Beaumont y Martínez Campos, padres de Fernando Fitz-James Stuart y Solís y Carlos Fitz-James Stuart y Solís.